# Chris Hann
Christopher Michael Hann (* 4. August 1953 in Cardiff) ist ein britischer Sozialanthropologe und Ethnologe. Hann hat Feldforschung vor allem im sozialistischen und post-sozialistischen Osteuropa (hier vor allem in Ungarn und Polen) und in turksprachigen Gebieten (Küste des Schwarzen Meeres und Xinjiang in Nordwest-China) betrieben. Seine Hauptinteressensgebiete sind Wirtschaftsanthropologie, Religion (hier vor allem das Christentum in Osteuropa) und Konzept und Geschichte der eurasischen Landmasse. Nach akademischen Stationen in Cambridge und Canterbury (UK), ist er seit 1999 einer der Gründungsdirektoren des Max-Planck-Institut für ethnologische Forschung in Halle (Saale).

## Leben
Hann wuchs in Cwmbrân auf, wo er die Croesyceiliog Grammar School besuchte. Er studierte mit einem Stipendium der Welsh Foundation am Jesus College der Universität Oxford Politik, Philosophie und Ökonomie, 1974 erlangte er dort einen Bachelor-Abschluss, 1979 promovierte er an der Universität Cambridge im Fach Sozialanthropologie, Betreuer war Jack Goody. Hann blieb an der Universität Cambridge, wo er am Corpus Christi College Research Fellow war, später wurde er „Lecturer“ an der dortigen Abteilung für Sozialanthropologie. Zwischen 1992 und 1999 war Chris Hann Professor für Sozialanthropologie an der Universität von Kent in Canterbury.

## Forschungsprojekte und International Max Planck Research School
Im September 2013 erhielt Hann einen „Advanced Grant“ des European Research Council für das Projekt „REALEURASIA – Realising Eurasia: Civilisation and Moral Economy in the 21st Century“. Der Grant stellt über fünf Jahre zwei Millionen Euro zur Verfügung. Das Projekt begann im Juli 2014 mit acht Doktoranden, es gibt einen eigenen Blog.
Seit Ende 2012 ist Hann einer der drei Sprecher der „International Max Planck Research School for the Anthropology, Archaeology and History of Eurasia“ (IMPRS ANARCHIE), die gemeinsam mit mehreren Instituten der Martin-Luther-Universität Halle-Wittenberg betrieben wird. Hann ist einer der vier Gründer und Co-Direktoren des „Max-Planck-Cambridge-Zentrums für Ethik, Wirtschaft und sozialen Wandel“, das 2017 seine Arbeit aufnahm.

## Preise und Auszeichnungen
- Wahl zum Mitglied der Berlin-Brandenburgischen Akademie der Wissenschaften (2008)[6]
- Wahl zum Mitglied der Academia Europaea (2018)[7]
- Huxley Memorial Medal des Royal Anthropological Institute (2019)[8]
- Wahl zum Mitglied der Learned Society of Wales (2020)[9]

## Veröffentlichungen (Auswahl)
- Chr. Hann, I. Beller-Hann: Turkish Region: State, market and social identities on the east Black Sea coast, Oxford: James Currey 2000, türkische Ausgabe 2003
- (Hrsg.): Postsozialismus, Campus: Frankfurt am Main 2002 (englische Ausgabe Routledge, London 2002)
- Chris Hann, P. R. Magocsi (Hrsg.): Galicia: a multicultured land, Toronto: University of Toronto Press, 2005
- Chris Hann, Hermann Goltz: Eastern Christians in Anthropological Perspective, University of California Press 2010, ISBN 978-0-520-26056-6,[10]
- Chris Hann, Keith Hart: Economic Anthropology, Polity, Cambridge 2011, ISBN 978-0-7456-4482-0[11]
- Aleksandar Bošković, Chris Hann (Hrsg.): The Anthropological Field on the Margins of Europe, 1945-1991, Berlin: LIT 2013, ISBN 978-3-643-90507-9.
- A Concept of Eurasia, in: Current Anthropology 57 (2016), S. 1–10, 20–27
- mit Jonathan Parry: Industrial labor on the margins of capitalism: precarity, class, and the neoliberal subject, Max Planck Studies in Anthropology and Economy 4, New York; Oxford: Berghahn 2018, ISBN 978-1-78533-678-2.
- (Hrsg.) gemeinsam mit Jóhann Arnason: Anthropology and civilizational analysis: Eurasian explorations, SUNY Series, Pangaea II: Global/Local Studies. Albany, NY: SUNY Press 2018, ISBN 978-1-4384-6940-9.
- (Hrsg.) Realising Eurasia. Empire and Connectivity during Three Millennia, Comparativ – Zeitschrift für Globalgeschichte und Vergleichende Gesellschaftsforschung, 28 (2018), 4.
- Repatriating Polanyi: market society in the Visegrád states, Budapest; New York: Central European University Press 2019.